# Anthony Blanc
Anthony Blanc (* 11. Oktober 1792 in Sury-le-Comtal, Département Loire, Frankreich; † 20. Juni 1860 in New Orleans, USA) war ein französischer Geistlicher und Erzbischof von New Orleans.

## Leben
Anthony Blanc empfing am 22. Juli 1816 das Sakrament der Priesterweihe. 1817 kam er in Annapolis, Maryland an. Blanc war in den folgenden Jahren als Missionar in Louisiana tätig. 1831 wurde er Generalvikar des Bistums New Orleans.
Am 19. Juni 1835 ernannte ihn Papst Gregor XVI. zum Bischof von New Orleans. Der Bischof von Saint Louis, Joseph Rosati CM, spendete ihm am 22. November desselben Jahres die Bischofsweihe; Mitkonsekratoren waren der Bischof von Mobile, Michael Portier, und der Bischof von Cincinnati, John Baptist Purcell.
Am 19. Juli 1850 ernannte ihn Papst Pius IX. zum Erzbischof von New Orleans.